# کل آب‌دوست
کَلِ آب‌دوست (نام علمی: Kobus ellipsiprymnus) نوعی کل (بز کوهی) بزرگ‌جثه است که در بسیاری از نقاط آفریقای سیاه زندگی می‌کند.
کل آب‌دوست در مناطق پوشیده شده از درخت، مراتع و دره‌ها و در مجاورت آب زندگی می‌کند. از آنجا که این جانوران معمولاً نزدیک به آب یافت می‌شوند آن‌ها را کل آب‌دوست نامیده‌اند. کل آب‌دوست لبه جنگل و ترکیب جنگل و مرتع را ترجیح می‌دهد.
کل‌های آب‌دوست دو زیرگونه دارند که یکی سفیدکفل defassa و دیگری حلقه‌کفل ellipsen نام دارد. در زیرگونه اول پوست دو سوی کفل به رنگ سفید است و در زیرگونه دوم کفل تیره‌رنگ است اما حلقه‌ای سفید دور کفل را احاطه کرده‌است.

## ویژگی‌ها
کل آب‌دوست موهای زبر و دراز دارد که به رنگ خاکستری مایل به قهوه‌ای تا قرمز مایل به قهوه‌ای هستند. پشت و پاچه‌های آن‌ها تیره‌رنگ‌تر است.
نرها تیره تر از ماده‌ها هستند. گوش کل آب‌دوست بزرگ و سفید با نوک سیاه است. نوار سفیدی از ابروها در امتداد پوزه تا چشم ادامه می‌یابد. در اطراف پوزه و لب‌ها یک نقطه سفید وجود دارد. پیرامون گلو، تقریباً از گوش تا گوش، طوق سفیدی قرار دارد. فقط کل‌های آب‌دوست نر شاخ دارند که پیچ‌درپیچ است و انحنای کمی به عقب دارد اما در قسمت بالا دوباره به جلو مایل می‌شود. شاخ‌ها ۵۰ تا ۹۹ سانتی‌متر طول دارند.
طول مجموع سر و بدن کل آب‌دوست ۱۷۷ تا ۲۳۵ سانتی‌متر، طول دم ۳۳ تا ۴۰ سانتی‌متر و ارتفاع شانه آن‌ها ۱۲۰ تا ۱۳۶ سانتی‌متر است. نرها سنگین تر از ماده‌ها هستند. نرها ۲۰۰ تا ۳۰۰ کیلوگرم، و ماده‌ها ۱۶۰ تا ۲۰۰ کیلوگرم وزن دارند.